# Confessions (film 2010)
Confessions (告白?, Kokuhaku, lett. "Confessioni") è un film del 2010 diretto da Tetsuya Nakashima e tratto dall'omonimo romanzo di Kanae Minato.

## Trama
L'insegnante di scuola media Yuko Moriguchi annuncia alla sua classe che si ritirerà dall'insegnamento prima delle vacanze di primavera. Durante il discorso d'addio, la donna spiega come abbia scoperto che due studenti di quella sezione, da lei chiamati "Studente A" e "Studente B", abbiano ucciso sua figlia Manami, di quattro anni, facendola annegare nella piscina della scuola, sebbene la polizia abbia archiviato il caso come un tragico incidente.
Moriguchi spiega che secondo l'articolo 41 del codice penale, i minori di 14 anni non sono criminalmente responsabili e non possono essere arrestati, portando come esempio un recente episodio noto come "caso follia", in cui una ragazzina di 13 anni ha avvelenato col cianuro tutta la sua famiglia descrivendo nel dettaglio i loro sintomi sul blog; il motivo di questo gesto (che le conquistò la fama di eroina tra i suoi coetanei) rimane però un totale mistero, inoltre la ragazzina, dichiaratasi pentita, tornerà presto in libertà dopo essere stata rinchiusa in istituto per minorenni disturbati.
La donna spiega che si sarebbe dovuta sposare con il professor Sakuramiya, ma che lui scoprì di essere malato di HIV poco dopo che lei rimase incinta (senza aver contagiato né lei né il feto) e quindi preferirono lasciar perdere anche per evitare alla nascitura di essere discriminata. Quando Manami morì la cerimonia si svolse in forma privata per consentire all'uomo di piangere la figlia e abbracciarla per la prima volta; poco dopo disse alla compagna che gli era stato diagnosticato l'AIDS e che gli restavano soltanto pochi mesi di vita.
Mentre stava ritirando gli effetti personali di Manami da un'anziana signora che abita accanto alla scuola e che ogni tanto badava alla figlia, Moriguchi aveva trovato un borsellino a forma di coniglietto che Manami voleva ma che non le aveva comprato. Dato che quando uno studente viene punito gli può venir imposto di pulire la piscina e riordinare gli armadietti della palestra, Moriguchi aveva capito che quel giorno Manami non era sola e che gli assassini erano due. Il resto degli studenti capisce che l'insegnante si sta riferendo a Shuya Watanabe e Naoki Shimomura.
Qualche tempo prima Shuya (sul conto del quale giravano storie inquietanti, sebbene non avesse mai dato problemi) aveva mostrato a Moriguchi un dispositivo di sua invenzione che rilascia una scossa elettrica; le paure di Moriguchi non furono ascoltate dal preside, così il portamonete con scossa antifurto vinse il primo premio alla competizione nazionale di scienze per le scuole medie, ma la vittoria venne oscurata dal "caso follia" che finì sulle prime pagine. Quando Moriguchi gli chiese la verità sulla morte di Manami, Shuya ammise subito di essere coinvolto nel crimine e fece finta di stare per gettarsi da una finestra facendola trasalire, ma poi la derise e non mostrò alcun segno di rimorso dicendole «sto scherzando», adducendo come motivazione all'omicidio il fatto che il mondo dovesse riconoscere il suo talento e considerarlo un essere superiore.
Naoki, dal fisico debole e dal rendimento scolastico carente, per aver infranto la regola che gli impediva di entrare nelle sale da videogiochi finì in commissariato e a prenderlo venne il professor Tokura invece di Moriguchi; il motivo per cui lei non andò a prenderlo era a causa di un fatto accaduto in passato a seguito del quale si stabilì che se uno studente aveva bisogno di aiuto sarebbe venuto un insegnante del suo stesso sesso, ma di questa regola Naoki non era al corrente. Come punizione, per due settimane dovette pulire la piscina e gli spogliatoi, cosa che Moriguchi è venuta a sapere quando andò a casa del ragazzino, dove sua madre continuava a ripetere «povero tesoro», non riguardo a Manami ma al figlio. Shuya, che aveva potenziato il dispositivo, coinvolse Naoki nel suo piano e alla fine puntarono su Manami per colpire Moriguchi.
Dopo che Manami subì la scossa e Shuya se ne andò convinto di averla uccisa, per allontanare i sospetti e farla sembrare una caduta accidentale Naoki prese il borsellino gettandolo nel giardino accanto, poi prese Manami e la buttò in piscina. Moriguchi spiega però che ad uccidere sua figlia non è stato il borsellino dato che Manami era solo svenuta per lo spavento, ma che è annegata. Lo "Studente A" aveva intenzioni omicide ma non fu capace di uccidere, mentre lo "Studente B" non voleva uccidere eppure fu lui a procurare la sua morte.
Anche se criticata dalle autorità, la legge sui minori prevede una semplice supervisione cautelativa: sono considerati innocenti. Ritenendo questa misura insufficiente e volendo che i colpevoli ammettano il loro delitto, capiscano quanto sia preziosa la vita e la gravità del loro crimine, costringendoli a vivere con questo peso, Moriguchi rivela di aver contaminato il latte che questi due alunni hanno appena ingerito con il sangue infetto del professor Sakuramiya. Dopodiché, Moriguchi si congeda e augura agli studenti buone vacanze primaverili. Dopo avere raccontato questa tragica storia, Moriguchi sparisce dalla circolazione.
Al ritorno dalle vacanze arriva il nuovo insegnante Yoshiteru Terada, molto ottimista e amichevole, oltre che profondo estimatore del professor Sakuramiya. A sua insaputa egli viene manipolato da Moriguchi per mettere all'angolo Shuya e Naoki.
Naoki non si presenta più a scuola e diventa un hikikomori con manie per la pulizia, sebbene non si lavi mai né i capelli né il corpo. A casa sua si presentano spesso Terada e la capoclasse Mizuki Kitahara per parlare con la madre e convincere inutilmente il figlio a tornare a scuola, fallendo ogni volta; tra l'altro l'insegnante consegna delle lettere fatte scrivere dagli studenti che lui crede contengano belle parole, ma che tra le righe contengono incitamenti al suicidio. La madre di Naoki rifiuta l'idea che il figlio sia colpevole della morte di Manami, ritenendo che sia stato «ingannato da un amico malvagio» e addossando la colpa della situazione del figlio a Moriguchi; tuttavia, il figlio le rivela che Manami era solo svenuta e aveva ripreso i sensi davanti a lui, e lui la buttò in acqua uccidendola. Il giorno della cerimonia di fine trimestre, la madre scrive una lettera d'addio al marito e alla figlia maggiore con l'intenzione di commettere un omicidio-suicidio per liberare se stessa e il figlio da questa situazione insostenibile, ma Naoki, ferito al petto, la pugnala a morte mentre nella sua mente rivede Shiya che lo chiama insistentemente «idiota».
Invece Shuya continua a frequentarla e diventa bersaglio del bullismo e ostracismo dei compagni di classe. Mizuki è l'unica a non bullizzarlo e viene ritenuta una spia perché Terada ha saputo da qualcuno degli episodi di bullismo, così anche lei viene presa di mira e finisce per legarsi sentimentalmente a Shuya, al quale dice di identificarsi con la ragazzina del "caso follia" e di voler commettere un omicidio; lui tuttavia la frequenta solo come passatempo. La classe smette di bullizzare Shuya dopo che lui, pur avendo saputo da un test di non avere l'HIV, spaventa i compagni minacciando di infettarli. L'unico desiderio di Shuya è ricevere le lodi da sua madre, una promettente ricercatrice di ingegneria elettronica che fu convinta dal marito a smettere di lavorare per badare alla famiglia e che per la frustrazione iniziò a maltrattare il figlio; dopo un po' di anni i suoi genitori divorziarono, lei tornò a fare la scienziata e lui si risposò con un'altra donna dalla quale ha avuto un altro figlio. Quado Shuya e Mizuki vedono alla televisione la notizia dell'arresto di Naoki, hanno una discussione e lei gli dice che il suo problema è il complesso di Edipo perché è morbosamente attaccato a una madre che l'ha abbandonato da piccolo ma non ha il coraggio di andarla a trovare perché ha paura di essere rifiutato, e Shuya, in preda alla rabbia, la uccide con un martello per poi nasconderne il cadavere in frigo.
Alla cerimonia d'apertura, Shuya dovrà leggere davanti a tutta la scuola un suo tema sul valore della vita selezionato dalla direzione. Il giorno precedente lui ne approfitta per piazzare nell'auditorium una bomba che farà esplodere premendo un pulsante del suo cellulare una volta finito di leggere il tema, uccidendo chiunque si trovi lì, compreso se stesso; non volendo che i media descrivano "banalmente" l'avvenimento, carica sul proprio blog un video che preannuncia il delitto e in cui racconta tutti i dettagli della sua storia fino a lì, specificando di aver fatto tutto ciò per ottenere finalmente l'attenzione di sua madre; non avendo ottenuto riscontro vincendo il primo premio al concorso nazionale a causa della visibilità del "caso follia", Shuya ritenne infatti che fosse necessario commettere un omicidio speciale facendosi aiutare da un complice ignaro delle reali intenzioni, «un idiota tra gli idioti». Dopo che Manami svenne, Shuya, convinto di averla uccisa, se ne andò dicendo a Naoki che non sarebbe mai stato alla sua altezza definendolo «un povero imbranato fallito», e lui, da sempre escluso e scioccato da queste parole, quando capì che Manami era ancora viva la uccise dicendo di essere riuscito a fare ciò in cui lui aveva fallito.
Poco tempo prima in un ristorante Moriguchi, dopo aver parlato con Terada (il quale, scosso dagli eventi recenti, aveva deciso di prendersi una pausa), aveva incontrato Mizuki. La donna le aveva ammesso di essere stata lei a coinvolgere Terada per mettere alle strette Shuya e Naoki, senza però dirgli come era morta Manami, e approfittando dell'ammirazione di Terada per Sukuramiya, lo spinse ad andare frequentemente a casa Shimomura e a perserverare nonostante i rifiuti. Riguardo al bullismo su Shuya, gli disse di dire che era stato informato da uno studente per scatenare la reazione della classe, sapendo bene che questo avrebbe fomentato ulteriori prepotenze; rimase delusa nello scoprire che il bullismo era finito, infatti contava sulla crudeltà della classe per provocare la morte o il suicidio di Shuya. Moriguchi provò effettivamente a prelevare il sangue del compagno per infettare il latte, ma Sakuramiya la scoprì e lo gettò via, dicendole di non ripagare l'odio con l'odio, che un giorno quei ragazzi avrebbero capito e che ciò sarebbe stata anche la sua salvezza; tuttavia lei non ci riuscì e andò avanti e mentì dicendo di aver messo il sangue nel latte, ma anche se lo avesse fatto le probabilità di infezione sarebbero state praticamente a zero, perché anche se si prende l'AIDS adesso non è più una sentenza di morte siccome i farmaci tengono a bada la malattia, lo stesso per Sakuramiya, che in realtà è morto a causa di un cancro scoperto troppo tardi. Persa tutta la sua famiglia, restando infine da sola, Moriguchi non perdonerà mai Shuya e Naoki.
Shuya, dopo aver finito di leggere il suo tema che viene applaudito, sussurra sottovoce «sto scherzando» e preme il pulsante del telefonino, ma la bomba non scoppia, infatti l'ordigno è sparito da sotto il leggio. Shuya si allontana e riceve una telefonata da Moriguchi: lei gli dice che ucciderlo semplicemente non sarebbe servito perché disprezza la sua vita, così ha analizzato il suo sito web in cerca di un'idea e ha trovato l'accorata ode a sua madre; la email che lui credeva di aver ricevuto dalla madre però non gliela aveva inviata lei, ma la stessa Moriguchi, la quale sa bene che lui non aveva incontrato la madre quando era andato all'università dove lavora, e che era entrato con disinvoltura nel suo laboratorio portando con sé le sue invenzioni nella speranza che lei ci desse un'occhiata; lì aveva scoperto che la madre si era appena sposata ed era in luna di miele, per di più incinta. Shuya corse via piangendo e pensò di essere stato abbandonato, o peggio, completamente dimenticato; credette che la soluzione fosse morire portando con sé quanta più gente possibile. Moriguchi lo informa che la polizia sta per arrivare a casa sua dove troverà il corpo di Mizuki. Prosegue col racconto dicendogli che dopo aver disinnescato la bomba l'ha messa nell'ufficio di sua madre, appena tornata dal suo viaggio di nozze; le due hanno parlato di molte cose, di quanto Shuya le volesse bene e di quante persone sono state "sacrificate" per questo, e Moriguchi capì che la madre di Shuya non lo aveva dimenticato affatto. Dato che Moriguchi ha trovato sua madre una donna adorabile, pregò che Shuya non premesse il detonatore, ma alla fine lo ha fatto e ha involontariamente ucciso la propria madre. Shuya si accascia in mezzo alla sala, circondato da studenti e insegnanti. Moriguchi lo raggiunge e gli dice: «Ecco, questa è la mia vendetta, una vita d'inferno. Attento, la tua rinascita incomincia in questo preciso momento... sto scherzando».

## Differenze col romanzo
Nel romanzo, la trama generale rimane fedele a quella del film, ma vengono introdotti alcuni personaggi aggiuntivi che offrono prospettive diverse sugli eventi narrati. Una differenza significativa riguarda il personaggio di Sakuramiya e il modo in cui viene trattata la sua consapevolezza del piano di vendetta della moglie, Moriguchi.
Nel film, Sakuramiya si accorge che Moriguchi ha prelevato il suo sangue per il piano di vendetta contro Shuya e Naoki, ma riesce a sottrarle la siringa e a gettarne il contenuto nel lavandino. Nel romanzo, invece, Sakuramiya sospetta il comportamento insolito della moglie e decide di pedinarla. Facendo finta di dormire, lascia che Moriguchi gli prelevi il sangue e poi la segue di nascosto fino a scuola, dove scopre il suo piano di infettare il latte destinato ai due studenti. Dopo che Moriguchi se ne va, Sakuramiya interviene buttando i cartoni di latte contaminati. Sul punto di spirare, rivela alla moglie di aver sabotato il suo piano e le implora di non serbare rancore, cosa che comunque non riuscirà a Moriguchi, portando avanti la sua vendetta.

## Distribuzione
Il film è stato presentato alla 40ª edizione del Sitges - Festival internazionale del cinema della Catalogna. In Giappone è stato distribuito dal 5 giugno 2010, mentre in Italia da Tucker Film dal 9 maggio 2013. I dialoghi sono stati adattati da Elettra Caporello, mentre la direzione del doppiaggio (avvenuto presso CTA Digilab) è di Franco Zucca.

## Riconoscimenti
- 2010 - Bucheon International Fantastic Film Festival [3]
  - Premio della giuria
- 2010 - Blue Ribbon Awards [4]
  - Miglior film
  - Miglior attrice non protagonista per Yoshino Kimura
- 2011 - Far East Film Festival [5]
  - Black Dragon Audience Award
  - MYmovies Award
- 2011 - Hong Kong Film Awards [6]
  - Miglior film asiatico